# Катастрофалният артист (филм)
„Катастрофалният артист“ (на английски: The Disaster Artist) е американски комедийно-драматичен филм от 2017 г. с продуцент и режисьор Джеймс Франко.
Базиран е на едноименната книга на Грег Сестеро и Том Бисъл. Описва събитията около създаването на филма „Стаята“ от 2003 г. на Томи Уайзоу, считан за един от най-лошите филми, правени някога. Братята Джеймс и Дейв Франко изпълняват съответно главните роли на Уайзоу и Сестеро.

## Продукция
Снимките започват на 8 декември 2015 г. в Лос Анджелис и приключват на 28 януари 2016 г.

## В България
На 14 юни 2021 г. е излъчен по bTV Cinema с български дублаж. Екипът се състои от:
| Обработка           | Саунд Сити Студио                                                    |
| ------------------- | -------------------------------------------------------------------- |
| Озвучаващи артисти  | Гергана Стоянова Яна Огнянова Георги Тодоров Росен Белов Иван Велчев |
| Преводач            | Соня Иванова                                                         |
| Тонрежисьор         | Светослав Димитров                                                   |
| Режисьор на дублажа | Тодор Георгиев                                                       |